# Спальня в Арле
«Спальня в Арле» (фр. La Chambre à Arles; нидерл. Slaapkamer te Arles) — серия из трёх картин нидерландского живописца Винсента Ван Гога, написанная им в период 1888—1889 годов. Художник изобразил одну из комнат, которые снимал в правом крыле жёлтого дома на площади Ламартин в Арле. Помимо картин, существуют два варианта в эскизах в письмах брату Тео и Гогену. Одной из отличительных особенностей серии является то, что художник изображает на полотнах другие свои работы. Примечательно, что в письмах к Тео Винсент писал, что стены на картине «бледно-фиолетовые», однако со временем кармин в составе фиолетового выцвел, и теперь оттенок стал ближе к голубому.

## Первая версия
Ван Гог начал работу над первой версией картины в середине октября 1888 года во время пребывания в Арле.
Описание его замысла и ход работы над картиной вместе с эскизом были отправлены в письмах брату — Тео, и несколько позже — Гогену. В этом варианте картины на стене справа изображены миниатюры Ван Гога, портреты его друзей — Эжена Боша и Поля-Эжен Милле, а также картина «Валуны и дуб» (фр. Les rochers avec chêne).

Наконец-то посылаю небольшой набросок, который даст тебе хоть какое-то представление о ходе работы. Сегодня я снова взялся за неё. Глаза у меня ещё побаливают, но у меня уже родился новый замысел, и вот его набросок. Холст опять размером в 30. На этот раз попросту пишу собственную спальню. Вся штука здесь в колорите, упрощая который, я придаю предметам больше стиля, с тем, чтобы они наводили на мысль об отдыхе и сне вообще. Вид картины должен успокаивать мозг, вернее сказать, воображение. Стены — бледно-фиолетовые, пол — из красных плиток.
Деревянная кровать и стулья — желтые, как свежее масло; простыня и подушки — лимонно-зелёные, очень светлые.
Одеяло — ало-красное. Окно — зелёное. Умывальник — оранжевый, таз — голубой. Двери лиловые. Вот и все, что есть в этой комнате с закрытыми ставнями. Мебель — крупных размеров и всем своим видом выражает незыблемый покой.
На стенах портреты, зеркало, полотенце и кое-что из одежды. Рамка — поскольку в картине нет белого — будет белой.
— Письмо к Тео. Октябрь 1888 года

## Вторая версия
В апреле 1889 года Ван Гог послал первый вариант картины Тео. Тео сожалел по поводу повреждения полотна во время разлива Роны. Высказывая в ответном письме восхищение последними работами брата, он попросил сделать копию картины. В сентябре 1889 года был завершён второй вариант и, вместе с исправленным первым вариантом, картины были отосланы обратно к Тео.
В этом варианте картины на стене справа изображены миниатюры Ван Гога, автопортрет художника, а также картина «Валуны и дуб»; изображение третьей картины не определено.

## Третья версия
Летом 1889 года Ван Гог решил сделать копии (уменьшенные повторения), по его мнению, наиболее удачных работ для своей сестры и матери. Спальня в Арле была в числе этой серии картин, которая была закончена в конце сентября 1889 года.

…Вскоре пришлю тебе ещё 4-5 этюдов — маленькие вещи, которые мне хочется подарить матери и сестре. Сейчас они сохнут. Эти картинки размером в 10 и 12 — уменьшенные повторения «Хлебов и кипариса», «Олив», «Жнеца», «Спальни» и небольшой автопортрет…
— Письмо к Тео. Сентябрь 1889 года

## История владения

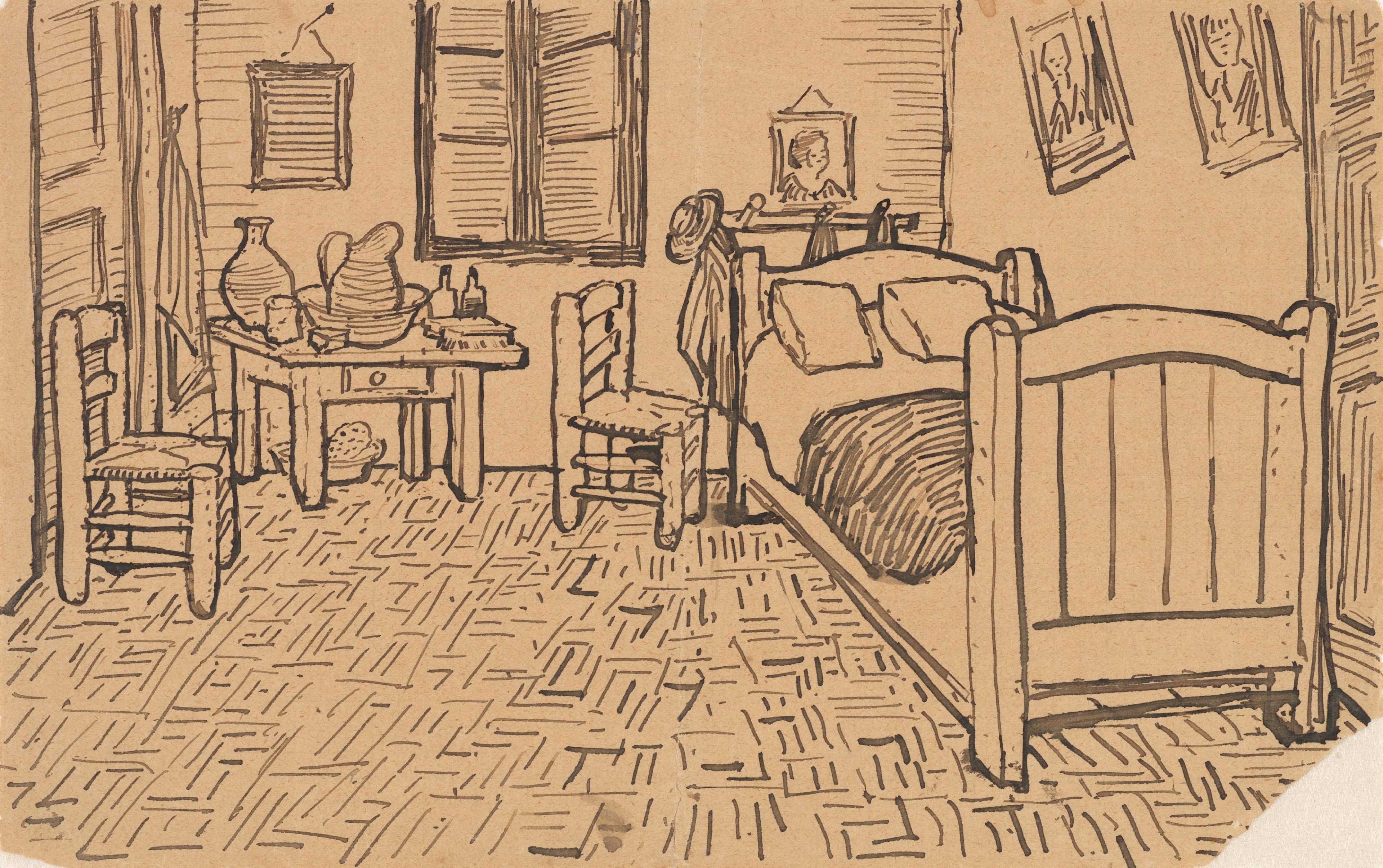
Набросок картины в письме к Тео

- Первая версия картины долго не покидала пределов поместья художника. С 1962 года полотно находится в собственности одноимённого фонда, учреждённого племянником художника — Виллемом Ван Гогом. Картина находится на постоянной экспозиции в музее Ван Гога в Амстердаме. В феврале 2016 года все три версии картины были выставлены на выставке «Спальня Ван Гога» (англ. Van Gogh’s Bedroom) в Чикагском институте искусств.
- Вторая версия с 1926 года находится во владении Института искусств в Чикаго.
- Третья версия, первоначально находившееся у сестры художника, затем была продана японскому князю Матцуката. После французско-японского мирного урегулирования в 1959 году находится в постоянной экспозиции Музея Орсе в Париже.

## Фильмография
- «Высокая жёлтая нота», фильм Алена Жобера[фр.] из цикла «Палитры» (Франция, 1993).